# Agios Theodoros (Bezirk Larnaka)
Agios Theodoros (griechisch Άγιος Θεόδωρος, türkisch Aytotoro oder Boğaziçi) ist ein Ort im Bezirk Larnaka in Zypern. Bei der letzten amtlichen Volkszählung im Jahr 2021 hatte der Ort 727 Einwohner.

## Lage

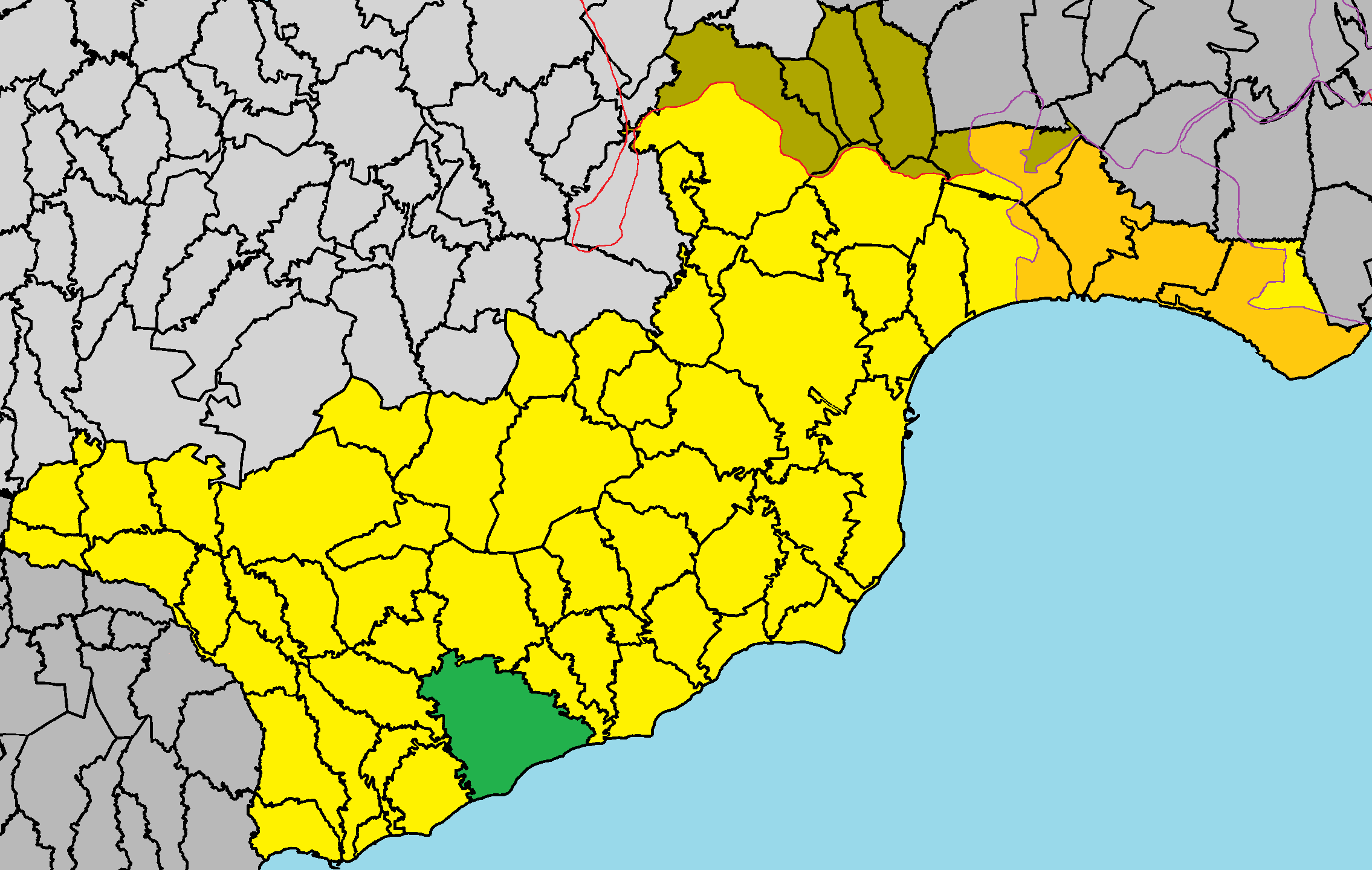
Lage im Bezirk Larnaka

Agios Theodoros liegt im Süden der Insel Zypern auf 80 Metern Höhe, etwa 41 km südlich der Hauptstadt Nikosia, 26 km südwestlich von Larnaka und 35 km nordöstlich von Limassol.
Obwohl der eigentliche Ort etwa 4 km von der Küste entfernt ist, reicht das Gebiet der Gemeinde bis an das Mittelmeer und umfasst einige Kilometer Strand und Felsküste. Nördlich des Gemeindegebiets verläuft die Autobahn 1 und B1 von Nikosia nach Limassol und die A5 und B5 nach Larnaka.
Orte in der Umgebung sind Skarinou und Kofinou im Norden, Alaminos, Anafotia und Mazotos im Osten sowie Maroni, Psematismenos, Tochni und Chrirokitia im Westen.